# Hans-Ulrich Helfer
Hans-Ulrich Helfer (* 21. April 1951) ist ein Schweizer Politiker und Unternehmensgründer. Er ist Geschäftsführer der Unternehmensberatung Presdok AG in Zürich.
Helfer ist gelernter Kaufmann, war von 1976 bis 1983 Staatsschutzbeamter und von 1995 bis 2000 Gemeinderat (FDP) von Zürich. Er engagiert sich bei Transparency Switzerland (Forum gegen Korruption). Seine Fachbereiche sind Wirtschaftsdokumentationen, Gefährdungsanalysen, Risikostudien und Länderanalysen. Er ist weiterhin Mitglied verschiedener Gremien zur Bekämpfung der Kriminalität.

## Publikationen (Auswahl)
- Organisierte Umweltkriminalität. Zürich, Presdok-AG (1993)
- Manipulierte Eidgenossen. Zürich, Presdok-AG (1991)
- Wer steckt hinter "Schweiz ohne Armee" Zürich, Aktion für Freie Meinungsbildung (1988)